# Peter Lehner (Politiker)
Peter Lehner (* 23. August 1969 in Wels) ist ein österreichischer Politiker (ÖVP). Von 2009 bis 2021 war er Stadtrat für Wirtschaft und Stadtentwicklung in der Stadt Wels, von 2013 bis 2015 Welser Vizebürgermeister, seit 2020 ist er Obmann der Sozialversicherung der Selbständigen (SVS) und war von 2020 bis 2025 Vorsitzender der Konferenz der Sozialversicherungsträger.

## Leben

### Ausbildung
Peter Lehner besuchte die Tourismusfachschule in Bad Leonfelden und absolvierte den Aufbaulehrgang für Fremdenverkehrsberufe in Bad Ischl mit einem Abschluss als Touristikkaufmann und Fremdenverkehrskaufmann. Seit seiner Unternehmensgründung 1990 arbeitete Lehner im Familienunternehmen Impuls Büroservice GmbH, von 1999 bis 2009 in der Geschäftsführung. Aktuell fungiert er als gewerberechtlicher Geschäftsführer.

### Beruflicher Werdegang
Lehner war von 2001 bis 2002 Landesvorsitzender der Jungen Wirtschaft Oberösterreich und von 2003 bis 2005 Bundesvorsitzender der Jungen Wirtschaft Österreich. Anschließend war er im Zeitraum von 2004 bis 2005 Mitglied des erweiterten Präsidiums der Wirtschaftskammer Österreich. In der Pensionsversicherungsanstalt (PVA) war er von 2005 bis 2006 Mitglied des Vorstandes, danach von 2009 bis 2019 Obmann-Stellvertreter. Von 2009 bis 2021 war Lehner als Stadtrat in der Stadt Wels für Wirtschaft und Stadtentwicklung verantwortlich, und von 2013 bis 2015 Vizebürgermeister von Wels.
Im April 2019 wurde Lehner zum Vorsitzenden des Überleitungsausschusses gewählt und übernahm damit die Verantwortung für die Zusammenführung der Versicherungsträger SVA und SVB zur Sozialversicherung der Selbständigen (SVS) mit 1. Jänner 2020.
Seit 1. Jänner 2020 ist er Obmann der SVS und wurde am 14. Jänner 2020 von der Konferenz der Sozialversicherungsträger zum ersten Vorsitzenden gewählt. Im Jänner 2025 wurde er vom Verwaltungsrat der SVS für die kommenden fünf Jahre als Obmann bestätigt, zum Stellvertreter wurde Franz Waldenberger gewählt, der Theresia Meier nachfolgte.
Peter Lehner tritt für eine Stärkung der niedergelassenen Ärzteschaft und mehr Transparenz im Sozialversicherungssystem ein.